# 초한지 - 천하대전
초한지 - 천하대전(鴻門宴, 홍문연, White Vengeance)은 홍콩에서 제작된 이인항 감독의 2011년 액션 영화이다. 여명 등이 주연으로 출연하였고 수잔나 창 등이 제작에 참여하였다.

## 출연

### 주연
- 여명
- 유역비
- 풍소봉
- 장한위
- 황추생
- 진소춘
- 안지걸

### 조연
- 진지휘
- 진관태
- 우마
- 정해봉

## 제작진
- 음향: 정영원
- 음향: 임소유
- 미술: 이인항
- 특수시각효과: 류희정
- 시각효과: 김용우
- 시각효과: 김태훈
- 시각효과: 양일석
- 의상: 황명하
- 의상: 막균걸